# Quimby (Iowa)
Pour les articles homonymes, voir Quimby.
Quimby est une ville du comté de Cherokee, en Iowa, aux États-Unis. Elle est incorporée le 7 juin 1907. Fondée en 1887, la ville est initialement baptisée Wendall. Elle est rebaptisée Quimby, car le nom précédent était jugé « trop républicain ».

## Source de la traduction
- (en) Cet article est partiellement ou en totalité issu de l’article de Wikipédia en anglais intitulé « Quimby, Iowa » (voir la liste des auteurs).